# Богучар
Богучар (на руски: Богучар) е град в Русия, административен център на Богучарски район, Воронежка област. Населението на града през 2010 година е 11 811 души.

## Известни личности
Родени в Богучар
- Александър Афанасиев (1826-1871), фолклорист